# Ehrenpreis-Scheckenfalter
Der Ehrenpreis-Scheckenfalter (Melitaea aurelia) ist eine Schmetterlingsart aus der Familie der Edelfalter. Er kommt in Mitteleuropa vor. Das Artepitheton leitet sich von einem römischen Frauennamen ab.

## Merkmale
Die Falter erreichen eine Flügelspannweite von 28 bis 32 Millimetern. Sie haben gelbbraune bis orangebraune Flügeloberseiten, die mit einem schwarzen Gittermuster gezeichnet sind.

### Ähnliche Arten
Es gibt eine Reihe ähnlicher Arten, darunter der Wegerich-Scheckenfalter (Melitaea cinxia) und der Westliche Scheckenfalter (Melitaea parthenoides). Besonders schwierig ist die Unterscheidung des Ehrenpreis-Scheckenfalters vom Wachtelweizen-Scheckenfalter (Melitaea athalia) und vom Östlichen Scheckenfalter (Melitaea britomartis). Je nach Population überschneiden sich verschiedene morphologische Merkmale der drei Arten. Nur bei sehr guter Kenntnis der habituellen Unterscheidungsmerkmale in Bezug auf die regionale Herkunft können die Falter auch nach äußeren Gesichtspunkten bestimmt werden, diese Bestimmung bleibt bei Einzelexemplaren immer unsicher und ist in vielen Fällen ganz unmöglich. Sehr oft ist deshalb die Genitaluntersuchung entscheidend, die insbesondere bei den Männchen fast immer eine sichere Bestimmung erlaubt.

## Lebensweise
Die Ehrenpreis-Scheckenfalter fliegen vom Juni bis zum August, abhängig von der Region, in der sie leben.
Die Eiablage erfolgt auf der Blattunterseite der Futterpflanzen. Die Raupen fressen vorzugsweise an Spitzwegerich (Plantago lanceolata), Wiesen-Wachtelweizen (Melampyrum pratense) und dem Kleinen Klappertopf (Rhinanthus minor). Die Verpuppung erfolgt an Blättern oder Stängeln in Bodennähe.

## Galerie

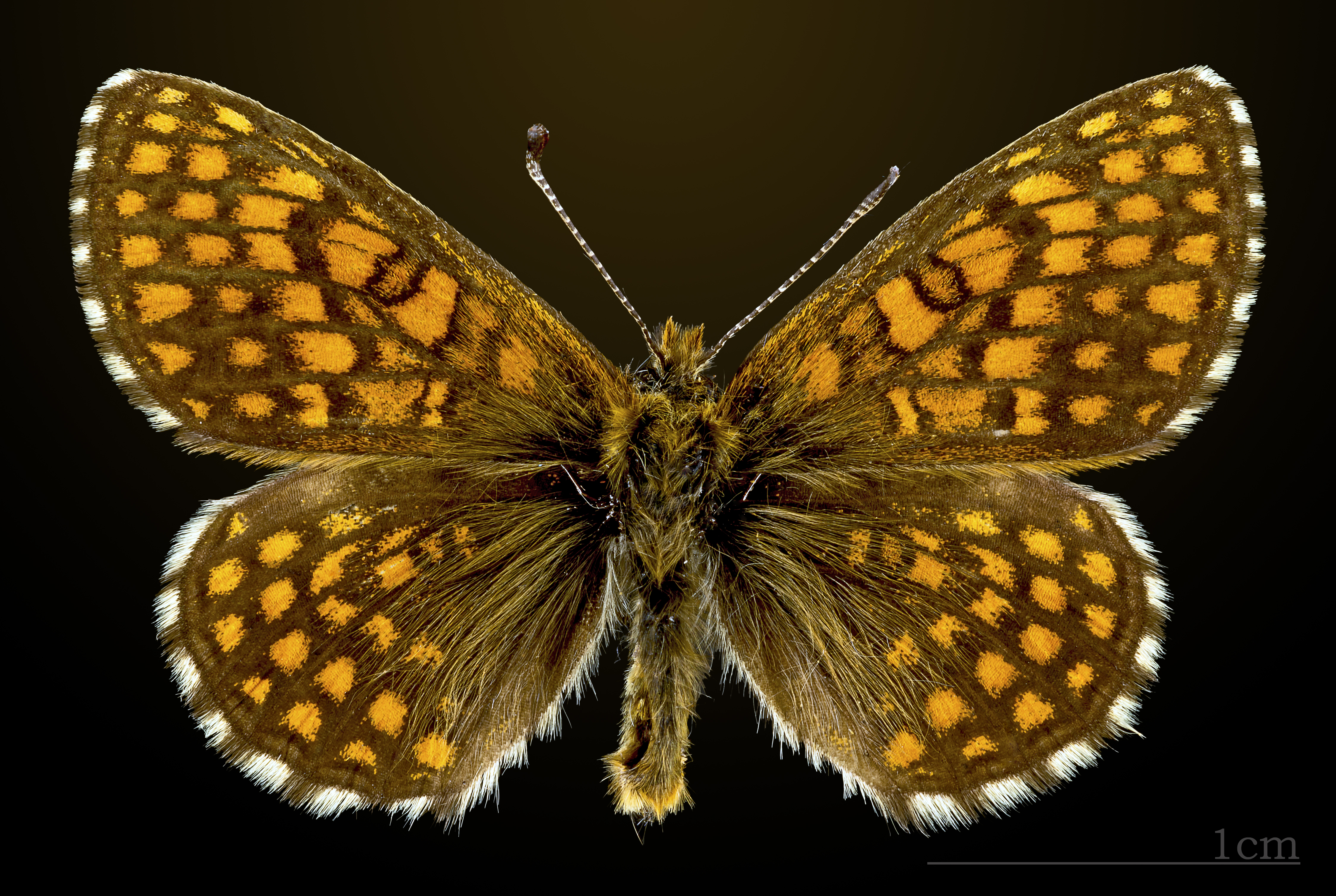
Melitaea aurelia ♂ Flügeloberseite
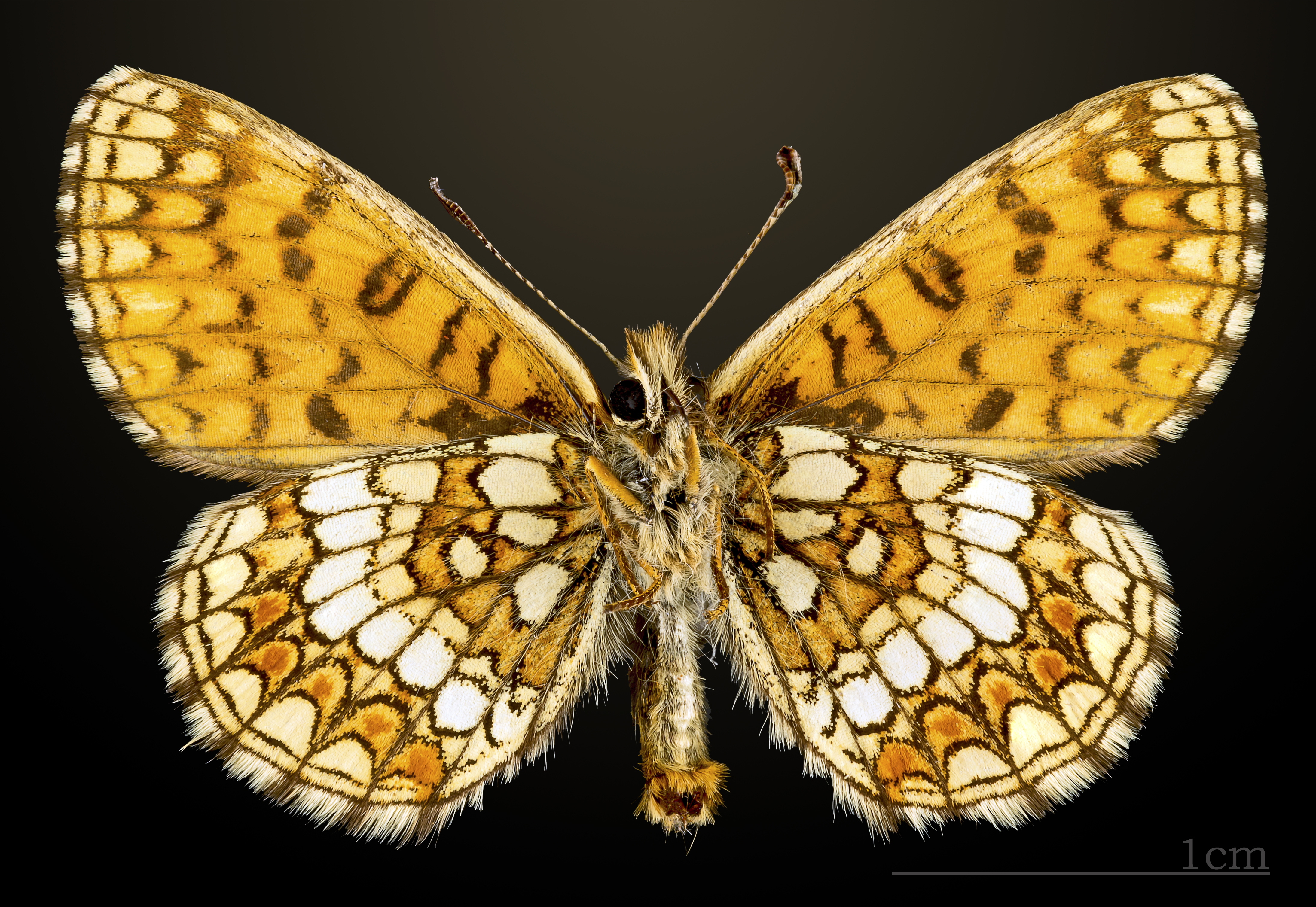
Melitaea aurelia ♂ Flügelunterseite